# Lucarias
Las lucaria eran fiestas relacionadas con los bosques y con la tala de árboles sagrados en tiempos remotos. Se celebraban el 19 y el 21 de julio. 
El nombre de estas fiestas proviene de lucus -bosque- y tenían lugar en los bosques que había entre la vía Salaria y el Tíber en memoria del asilo que hallaron en ellos sus antepasados al retirarse perseguidos por los galos en el año 390 a. C. tras haber sido derrotados en la batalla del río Alia el día anterior. Esta asimilación fue realizada a finales de la República para reavivar la fiesta, cuya celebración se había perdido prácticamente por completo.